# キラヤ
株式会社キラヤは、長野県飯田市を営業基盤とするスーパーマーケット「キラヤ」を運営する企業である。
1980年（昭和55年）6月にCGCジャパンに加盟した。

## 歴史・概要
1818年（文政元年）に綺羅の販売を行ったのが始まりで、喜良屋の屋号で戦前から海産物・乾物・食料品を販売していた。
1951年（昭和26年）10月18日に有限会社喜良屋商店を設立して法人化し、長野県初のスーパーマーケットとして1960年（昭和35年）11月3日に飯田市の八幡店を開業した。
1970年（昭和45年）に本部・配送センターを開設し、1977年（昭和52年）に食品市場センターを開設した。

## 店舗
- 上飯田店（飯田市白山町3東6628-1）
- 鼎店（飯田市鼎中平1907、1967年（昭和42年）10月開店[9]）

売場面積160m2
- 高森店（高森町下市田1818[10]、1996年（平成8年）9月11日開店[11]）

鉄骨造平屋建て、延べ床面積約5,531m2、店舗面積約4,600m2（当社店舗面積約1,722m2）。
マルマンと共同出資の「高森ショッピングセンター perss」の核店舗として出店。
- 大島店（下伊那郡松川町元大島1421-5[9]、1976年（昭和51年）10月開店[9]）

売場面積1,320m2
- 飯田ショッピングプラザ[2] → 伊賀良店[12]（飯田市北方880[2][12]、1979年（昭和54年）10月開店[2]）

売場面積1,481m2
- 黒田店（飯田市上郷黒田1549-1）
- 竜丘店（飯田市駄科586-4）
- ピア店（阿智村駒場426-1）

阿智村共同店舗事業協同組合が開設した「ショッピングタウン･ピア」の核店舗として出店。

### かつて存在した店舗

#### 飯田市
- （初代）八幡店（飯田市松尾2103[14]、1960年（昭和35年）11月3日開店[8]）

売場面積230m2
- （2代目）八幡店（飯田市松尾2085-1[9]、1971年（昭和46年）12月開店[9]）

売場面積730m2
- 銀座店（飯田市銀座3-6[15]、1961年（昭和36年）4月8日開店[16]）

売場面積280m2
- 知久町店（飯田市知久町3-22[15]、1964年（昭和39年）1月8日開店[8]）

売場面積280m2
- 江戸町店（飯田市江戸町1-290[2]、1973年（昭和48年）9月開店[2]）

売場面積700m2
- 本町店（飯田市本町1[17]、2001年（平成13年）開店[18] - 2022年（令和4年）3月31日閉店[18][17]）

トップヒルズ本町に出店していたが、郊外の大型店との競合による赤字の為閉店となった。
店舗跡には、2022年（令和4年）5月20日に土産菓子製造のマツザワが生鮮食品などを販売する「なみきマーケット」が開店した。

#### 下伊那郡
- （初代）市田店（下伊那郡高森町出砂原[14][19]、1968年（昭和43年）11月8日開店[19]）

売場面積231m2 → 250m2
- 新市田店（下伊那郡高森町下市田2921-1[20]）

- 上郷店（下伊那郡上郷町飯沼1452-3[21][9]、1980年（昭和55年）11月開店[9]）

売場面積937m2

## 事業所
- 配送センター（飯田市松尾上溝3090[4]、1970年（昭和45年）開設[4]）
- 食品市場センター（飯田市松尾3101[4]、1977年（昭和52年）開設[4]）